# عصوية ذهبية خبزية صحيحة
عصوية ذهبية خبزية صحيحة (الاسم العلمي: Chryseobacterium artocarpi) هي نوع من البكتيريا، سلبية الغرام، تتبع جنس عصوية ذهبية.